# Mesogyrus sibiricus
Mesogyrus sibiricus là một loài bọ cánh cứng trong họ van Gyrinidae. Loài này được Ponomarenko miêu tả khoa học năm 1985.